# سارا یونسن
سارا یونسن (انگلیسی: Sara Johnsen؛ زادهٔ ۴ مارس ۱۹۷۰) نویسنده و کارگردان فیلم اهل نروژ است.
از فیلم‌هایی که وی در آن‌ها نقش داشته است، می‌توان به آپرداگ و بی‌گناهی اشاره نمود.